# Philip Kevin Paulson
Philip Kevin Paulson (1947 - 25 de octubre de 2006) fue un veterano de combate del Ejército de los Estados Unidos en la guerra de Vietnam, ateo y principal demandante en una serie de juicios para retirar una cruz cristiana de una cumbre importante (el Mount Soledad) en la ciudad de San Diego.
Los juicios duraron 17 años comenzando con un proceso contra el ayuntamiento de la ciudad y más tarde como querellante en varios juicios con éxito en la corte federal para quitar una cruz de 13 metros de altura de un espacio público perteneciente al gobierno.

## Vida personal
Paulson realizó un grado en periodismo y dos másteres, en Administración Pública y en Management of Information Systems.
Se alistó en el ejército a los 18 años en 1966 para ser paracaidista y servir en Vietnam, entre otras, en la batalla conocida como Hill 875 in the Battle of Dak To, donde su pelotón fue muerto por un obús y solamente él y un compañero sobrevivieron.

## Vida tras el ejército
Tras volver de Vietnam y trabajar en unos astilleros, en campos de petróleo, explotaciones agrícolas y como periodista fue a la Universidad de Wisconsin y realizó un curso de sociología de la religión. A finales de la década de 1970 se mudó a San Diego y fue profesor de la National University donde dio clases de negocio y computador.
En octubre de 2006, la Freedom From Religion Foundation, en convención anual en San Francisco, le dio el primer premio "Ateos en la trinchera", que recogió en persona a pesar de su dificultad para viajar debido a su deteriorada salud.